# Dargouma
Dargouma är en ort i Burkina Faso.   Den ligger i provinsen Province du Bam och regionen Centre-Nord, i den centrala delen av landet, 120 km norr om huvudstaden Ouagadougou. Dargouma ligger 354 meter över havet och antalet invånare är 846.
Terrängen runt Dargouma är platt. Runt Dargouma är det ganska tätbefolkat, med 116 invånare per kvadratkilometer.. Närmaste större samhälle är Tèmnaoré, 10,8 km öster om Dargouma.
Trakten runt Dargouma består i huvudsak av gräsmarker.